# Lavelanet (tổng)
Tổng Lavelanet là một tổng của Pháp nằm ở tỉnh Ariège trong vùng Occitanie.
Tổng này được tổ chức xung quanh Lavelanet ở quận Foix. Độ cao biến thiên từ 352 m (Lieurac) đến 2 365 m (Montségur) với độ cao trung bình là 599 m.

## Hành chính
| Giai đoạn | Ủy viên          | Đảng             | Tư cách                           |
| --------- | ---------------- | ---------------- | --------------------------------- |
| 2004-2011 | Pierre Saboy     | Đảng xã hội Pháp | Thị trưởng St-Jean d'Aigues Vives |
| 2001-2004 | Pierre Saboy     | Đảng xã hội Pháp | Thị trưởng St-Jean d'Aigues Vives |
| 1998-2001 | Jean-Pierre Bel  | Đảng xã hội Pháp | Thượng nghị sĩ Ariège             |
| 1992-1998 | Bernard Marty    | DVD              | Thị trưởng Lavelanet              |
| 1985-1992 | Jean-Michel Caux | Đảng xã hội Pháp | Thị trưởng Lavelanet              |
| 1979-1985 | Claude Alzieu    | Đảng xã hội Pháp |                                   |
| 1961-1979 | Fernand Delmas   | DVG              | Thị trưởng Lavelanet              |
| 1945-1961 | Auguste Naudi    | Đảng xã hội Pháp | Thị trưởng Bélesta                |

## Các đơn vị hành chính
Tổng Lavelanet bao gồm 21 xã với dân số 13 423 người (điều tra năm 1999, dân số không tính trùng).
| Xã                        | Dân số | Mã bưu chính | Mã insee |
| ------------------------- | ------ | ------------ | -------- |
| L'Aiguillon               | 422    | 09300        | 09003    |
| Bélesta                   | 1 179  | 09300        | 09047    |
| Bénaix                    | 164    | 09300        | 09051    |
| Carla-de-Roquefort        | 158    | 09300        | 09080    |
| Dreuilhe                  | 326    | 09300        | 09106    |
| Fougax-et-Barrineuf       | 448    | 09300        | 09125    |
| Ilhat                     | 107    | 09300        | 09142    |
| Lavelanet                 | 6 872  | 09300        | 09160    |
| Lesparrou                 | 265    | 09300        | 09165    |
| Leychert                  | 100    | 09300        | 09166    |
| Lieurac                   | 153    | 09300        | 09168    |
| Montferrier               | 664    | 09300        | 09206    |
| Montségur                 | 117    | 09300        | 09211    |
| Nalzen                    | 141    | 09300        | 09215    |
| Péreille                  | 177    | 09300        | 09227    |
| Raissac                   | 51     | 09300        | 09242    |
| Roquefixade               | 151    | 09300        | 09249    |
| Roquefort-les-Cascades    | 107    | 09300        | 09250    |
| Saint-Jean-d'Aigues-Vives | 430    | 09300        | 09262    |
| Sautel                    | 99     | 09300        | 09281    |
| Villeneuve-d'Olmes        | 1 292  | 09300        | 09336    |

## Thông tin nhân khẩu
| 1962                                                     | 1968   | 1975   | 1982   | 1990   | 1999   |
| -------------------------------------------------------- | ------ | ------ | ------ | ------ | ------ |
| 13 144                                                   | 14 739 | 15 970 | 15 594 | 15 053 | 13 423 |
| Nombre retenu à partir de 1962 : dân số không tính trùng |        |        |        |        |        |